# Sory Ibrahim Diarra
Sory Ibrahim Diarra (Segú, 28 de febrero de 2000) es un futbolista maliense que juega en la demarcación de delantero para el FK Haugesund de la Eliteserien.

## Selección nacional
El 6 de septiembre de 2024 hizo su debut con la selección de Malí en un partido de clasificación para la Copa Africana de Naciones de 2025 contra Mozambique que finalizó con un resultado de empate a uno tras el gol de Yves Bissouma para Malí, y de Geny Catamo para Mozambique.

## Clubes
| Club                         | País    | Año       | Partidos | Goles |
| ---------------------------- | ------- | --------- | -------- | ----- |
| FC Petrolul Ploiești         | Rumania | 2020-2021 | 7        | 1     |
| AFC Unirea Slobozia (cedido) | Rumania | 2021      | 9        | 2     |
| FC Petrolul Ploiești         | Rumania | 2021-2023 | 21       | 15    |
| FK Haugesund                 | Noruega | 2023-     | 49       | 13    |